# Teatre de Broadway

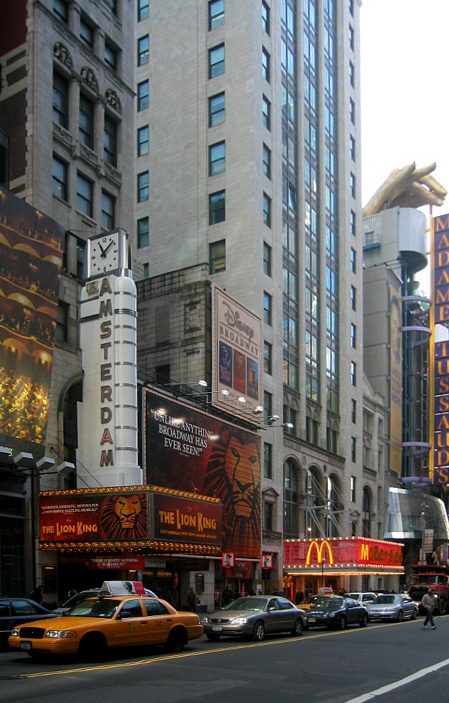
The Lion King al New Amsterdam Theatre, 2003

El teatre de Broadway, habitualment simplement anomenat Broadway, és una actuació teatral presentada en un dels quaranta teatres professionals amb més de 500 seients localitzats al Theatre District, situats a la zona de Broadway, el Lincoln Center, a Manhattan, Nova York. Juntament amb el barri de teatre del West End londinenc, el teatre de Broadway és àmpliament considerat al màxim nivell del teatre comercial al món anglofon.
El districte teatral de Broadway és una popular atracció turística de Nova York. Segons l'associació professional The Broadway League, els espectacles de Broadway van ingressar 1.081 milions de dòlars en venda d'entrades durant el 2011, comparats amb els $1.037. milions dels 2010. Els espectadors el 2011 van ascendir a 12,13 milions de persones.

## Segles i

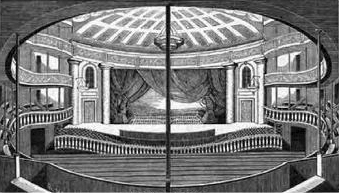
Interior del Park Theatre, construït al 1798

## Seglesxviiiixix

### Inicis del teatre a Nova York
Nova York no va tenir una vida teatral significativa fins al 1750, quan els actors-mànagers Walter Murray i Thomas Kean van establir una companyia resident al teatre del carrer Nassau Street, que allotjava unes 280 persones. Representaven obres de Shakespeare i òperes de ballada com The Beggar's Opera. El 1752, William Hallam envià una companyia de dotze actors des de Gran Bretanya fins a les colònies amb el seu germà Lewis com mànager. Van crear un teatre a Williamsburg, Virgínia, i van estrenar-lo amb The Merchant of Venice i The Anatomist. La companyia es traslladà a Nova York a l'estiu de 1753, interpretant òperes de ballada i farses de balada. La Guerra de la Revolució (1775–1783) va suspendre el teatre a Nova York, però tornà el 1798, quan es va construir el Park Theatre a Chatham Street, amb 2.000 seients. El Bowery Theatre s'inaugurà el 1826, seguit per altres. Blackface minstrel shows, una típica forma d'entreteniment americana, va fer-se molt popular durant la dècada dels anys 1830, i encara més amb l'arribada de Virginia Minstrels durant la dècada de 1840.
Des dels 1840 P. T. Barnum operava un complex d'entreteniment a Lower Manhattan. El 1829 s'inaugurà Niblo's Garden i aviat esdevingué un dels principals punts d'atracció nocturns de Nova York. El 1847 s'inaugurà l'Astor Place Theatre. El 1849 va esclatar una revolta quan els patrons de classe baixa del Bowery es queixaren que eren percebuts com a snobs per les classes altes del Astor Palace: «Després de la Revolta de l'Astor Place de 1849, l'entreteniment a Nova York es dividí en línies de classe: l'òpera era principalment per les classes altes i mitja-alta, els minstrel shows i els melodrames eren per les classes mitjanes, i els shows de varietats en sales de concerts eren per les classes treballadores i per les classes mitjanes-baixes.»
Les obres de Shakespeare eren habitualment representades als escenaris de Broadway durant aquest període. L'actor americà Edwin Booth hi va destacar i va ser conegut internacionalment per la seva interpretació del Príncep Hamlet. Booth l'interpretà en cent funcions consecutives al Winter Garden Theatre el 1865 (una sèrie que va acabar uns mesos abans que el seu germà John Wilkes Booth assassinés Abraham Lincoln). Posteriorment reviuria el paper al seu propi Booth's Theatre (dirigit pel seu germà Junius Brutus Booth, Jr.). Entre altres famosos actors shakespearians novaiorquesos d'aquesta època hi ha Henry Irving, Tommaso Salvini, Fanny Davenport i Charles Fechter.

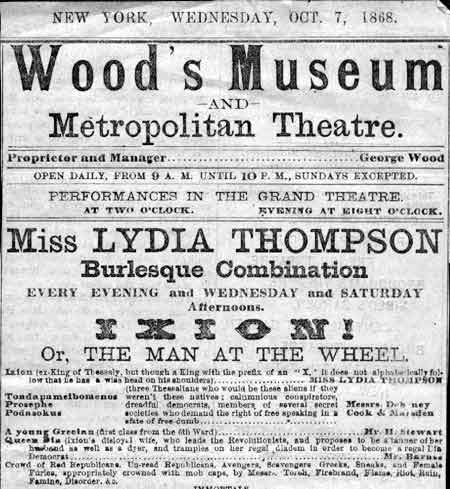
Programa d'Ixion de 1868

Lydia Thompson va arribar a Amèrica el 1868 al capdavant d'un petit grup de teatre, adaptant les populars burlesques angleses pels públics de classe mitjana novaiorquesos. La companyia de Thompson, anomenada les «British Blondes», va ser l'entreteniment més popular a Nova York durant la temporada 1868-69: «les excentricitats de la pantomima i del burlesc, amb la seva curiosa combinació de comèdia, paròdia, sàtira, improvisació, cançó i balls, actuacions de varietats, extravagants efectes escenogràfics, bromes i vestits picants, ja familiars pels públics britànics, van prendre Nova York tempestuosament.» L'obra que va ser programat inicialment per a sis mesos va quedar al cartell sis anys molt profitosos.

### Naixement del musical i postguerra civil
El teatre a Nova York es traslladà gradualment cap al Midtown des de 1850, on hi havia lloguers més econòmics. El 1870 el cor de Broadway estava a Union Square, mentre que cap a la fi del segle hi havia diversos teatres prop de Madison Square. Els teatres no van arribar a Times Square fins al pas al segle xx, i el teatre de Broadway no es consolidà fins que diversos teatres van ser construïts als voltants de la plaça durant les dècades de 1920 i 1930. El primer musical de llarga estada a Broadway es deia The Elves, que es representà cinquanta vegades el 1857. Les estades a Nova York seguien estant molt lluny al darrere de les de Londres, però el musical burletta Seven Sisters, de Laura Keene, va batre tots els rècords previs de Nova York amb 253 funcions el 1860. Va ser durant una actuació de la companyia de Keene a Washington DC de l'obra Our American Cousin que Abraham Lincoln va ser assassinat.

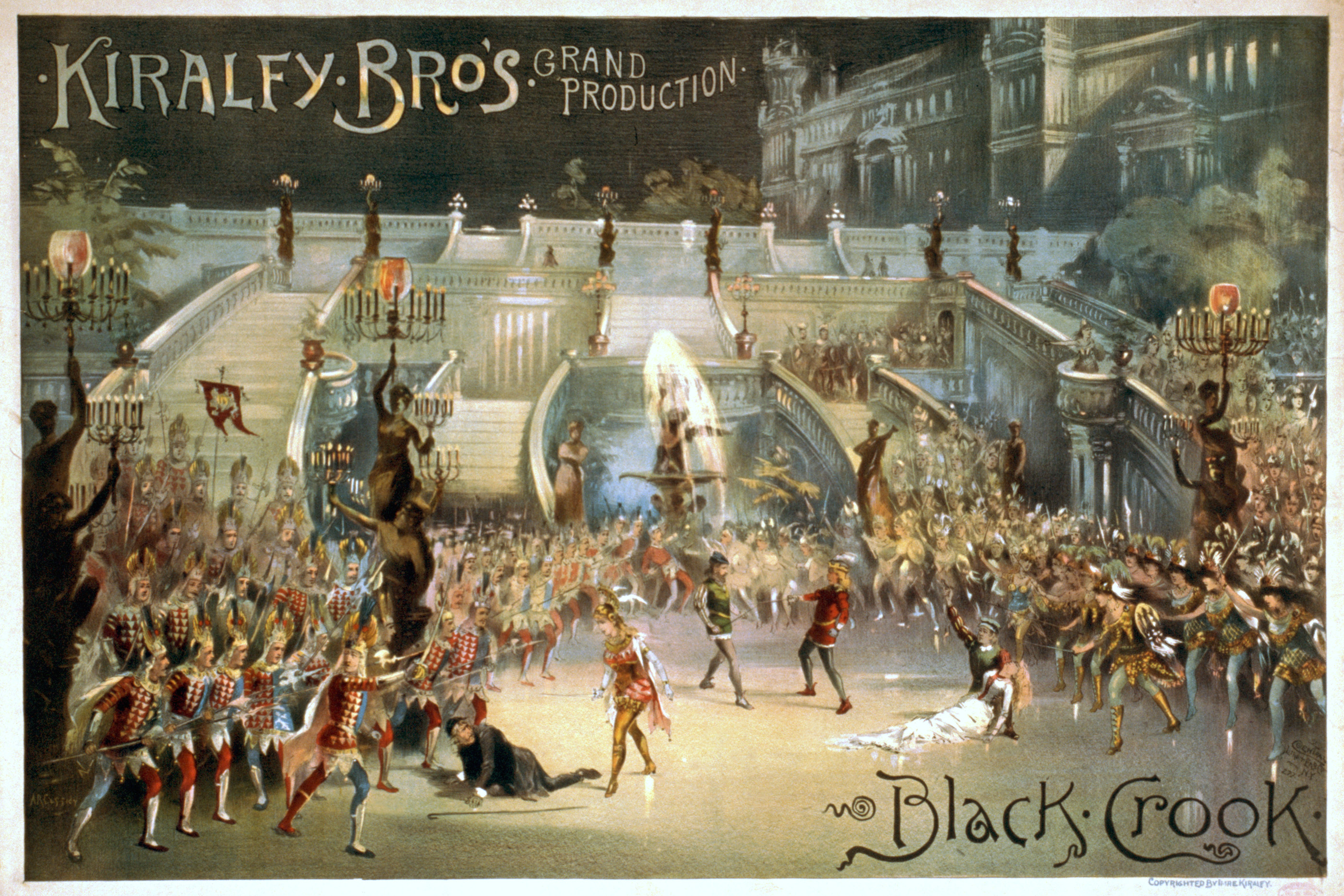
The Black Crook (1866), considerat pels historiadors com el primer musical.

La primera peça que conforma a la concepció moderna de musical, amb música escrita per a l'obra i dansa que ajudi a narrar la història, va ser The Black Crook, estrenada el 12 de setembre de 1866. La producció s'estenia durant cinc hores i mitja, però malgrat la seva longitud, va representar-se 474 vegades, un rècord. El mateix any, The Black Domino/Between You, Me and the Post, va ser el primer show batejat com a «comèdia musical».
Tony Pastor estrenà el primer teatre de vodevil a una illa a l'est d'Union Square el 1881, on actuava Lillian Russell. Els comediants Edward Harrigan i Tony Hart produïren i protagonitzaren musicals a Broadway entre 1878 (The Mulligan Guard Picnic) i 1885, amb llibret i lletres de Harrigan i música del seu sogre, David Braham. Aquestes comèdies musicals presentaven personatges i situacions preses de la vida diària de les classes baixes de Nova York, i representaven un significatiu pas endavant del vodevil i el burlesque cap a una forma més literària. Les protagonitzaven cantants d'alta qualitat (Lillian Russell, Vivienne Segal i Fay Templeton), en lloc de les dones de dubtosa reputació que normalment protagonitzaven les formes anteriors del musical.
A mesura que milloraven els mitjans de transport, la pobresa a Nova York disminuïa i l'enllumenat dels carrers feien més segur viatjar de nit, s'incrementà enormement la quantitat de patrons potencials pel creixent nombre de teatres. Les obres podien estar més temps al cartell i seguir cridant l'atenció del públic, portant a majors beneficis i a unes produccions millors. Igual que a Anglaterra, durant la segona meitat del segle el teatre començà a netejar-se, amb menys prostitució dificultant l'assistència de les dones al teatre. Les exitoses operetes de Gilbert i Sullivan van arribar a Nova York (tant pels autors com per produccions pirates), sent H.M.S. Pinafore la primera el 1878. Van ser imitats pels productors americans, com Reginald De Koven amb Robin Hood (1891), o John Philip Sousa amb El Capitan (1896), juntament amb òperes, ballets i d'altres èxits europeus.

### 1890s
A Trip to Chinatown (1891), de Charles Hoyt, esdevingué el gran èxit, ocupant l'escenari en 657 funcions; una marca que no seria superada fins al 1919 amb el musical Irene. El 1896, els propietaris de teatre Marc Klaw i A. L. Erlanger formaren el Theatrical Syndicate, que controlaria gairebé tots els teatres legítims dels Estats Units durant els propers 60 anys. Malgrat això, teatres de vodevil i de varietats proliferaren, i l'Off-Broadway quedà establert ja a l'acabament del segle xix.
A Trip to Coontown (1898) va ser el primer musical totalment produït i interpretat per afroamericans en un teatre de Broadway (majoritàriament inspirat en les rutines del minstrel shows), seguit pel ragtime Clorindy the Origin of the Cakewalk (1898) i l'exitós In Dahomey (1902).Durant la dècada de 18890 i inicis de 1900 es representaren centenars de comèdies musicals a Broadway, escrites al Tin Pan Alley i on treballaren compositors com Gus Edwards, John Walter Bratton i George M. Cohan (Little Johnny Jones (1904), 45 Minutes From Broadway (1906) i George Washington Jr. (1906)). Malgrat tot, les estades a Nova York eren relativament curtes, llevat d'algunes excepcions, comparades amb les estades a Londres, fins a la I Guerra Mundial.

### Inicis del segle XX
Diversos musicals britànics aconseguiren un gran èxit a Nova York, incloent-hi Florodora el 1900–01.

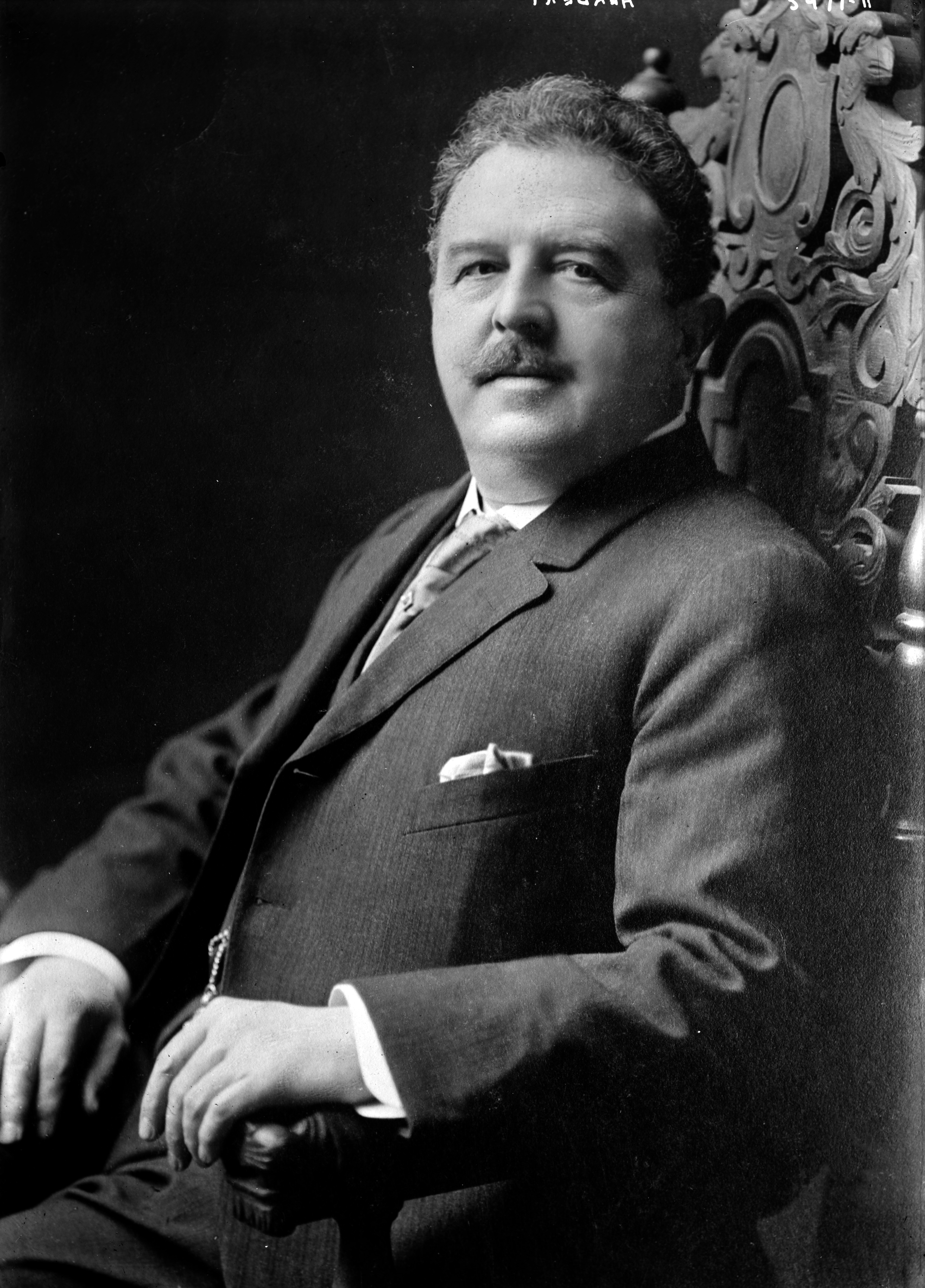
Victor Herbert

Als primers anys del segle xx, a les importacions de les operetes populars del continent de final del segle xix se'ls uniren els shows del Princess Theatre de la dècada de 1910 per escriptors com P. G. Wodehouse, Guy Bolton i Harry B. Smith. Victor Herbert, el treball del qual incloïa algunes obres musicals íntimes amb posades en escena modernes, així com el seu ventall d'operetes (The Fortune Teller (1898), Babes in Toyland (1903), Mlle. Modiste (1905), The Red Mill (1906) i Naughty Marietta (1910).
Sent The Red Mill el primer, els espectacles instal·laren cartells elèctrics als teatres. Com que els llums de colors es cremaven massa aviat, s'empraven els llums blancs, de manera que Broadway passà a anomenar-se "The Great White Way" (El Gran Camí Blanc). L'agost de 1919, l'Actors Equity Association demanà un contracte estàndard per a totes les produccions professionals. Després que la vaga s'estengués per tots els teatres, els productors es van veure obligats a acceptar-ho. A la dècada de 1920, els Shubert Brothers controlaven la majoria dels teatres del sindicat Erlanger.

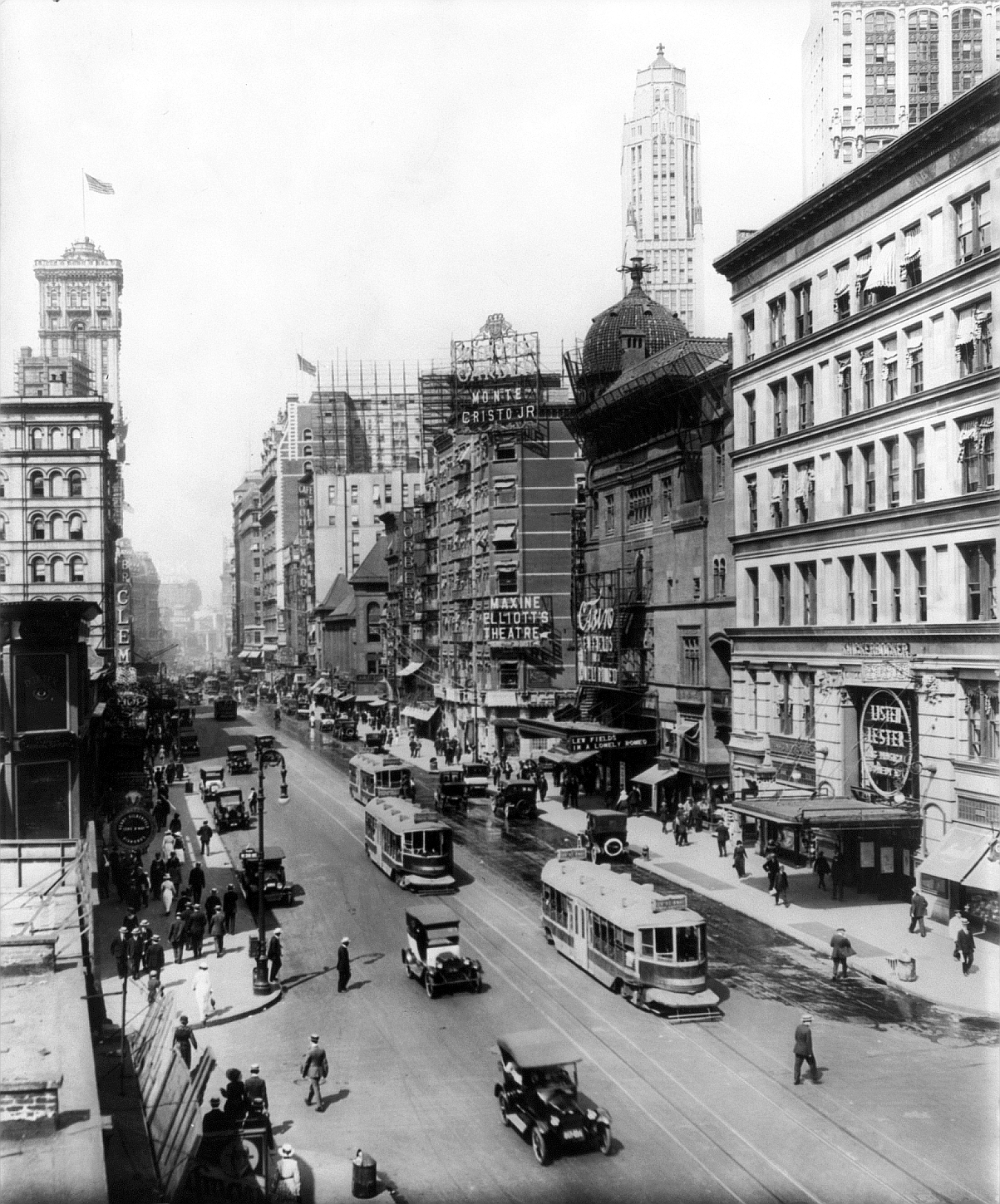
Els teatres Winter Garden, Maxine Elliott's, Casino i Knickerbocker Theatres de Broadway a la dècada de 1920.

### La competència del cinema
El cinema va esdevenir una amenaça als escenaris. En un inici, les pel·lícules eren mudes i només eren una competència limitada. Malgrat això, a final de la dècada de 1920, pel·lícules com The Jazz Singer podien exhibir-se amb so sincronitzat, i els crítics es preguntaren si el cinema podria reemplaçar el teatre. Els musicals dels feliços anys vint, ja fos vodevil, music hall o d'altres entreteniments lleugers, tendien a ignorar l'argument en favor de posar èmfasi en els actors estrella, les grans coreografies i les cançons populars. Florenz Ziegfeld produïa anualment revistes de cant i ball espectaculars a Broadway, presentant grans escenografies i un vestuari elaborat, però hi havia molt poc per lligar els diversos números. Durant la dècada de 1920 eren típiques les produccions alegres com Sally; Lady Be Good; Sunny; No, No, Nanette; Harlem; Oh, Kay! o Funny Face. Els seus llibrets podrien ser oblidables, però tenien cançons que han passat al repertori popular, obres de George Gershwin, Cole Porter, Jerome Kern, Vincent Youmans, i Rodgers and Hart, entre d'altres, i Noël Coward, Sigmund Romberg i Rudolf Friml continuaren la vena de Victor Herbert. Clarament, el teatre va sobreviure a la invenció del cinema.

### El Broadway d'entreguerres
Deixant enrere aquests entreteniments frívols, i fent que la dramatúrgia donés un pas endavant gegant, Show Boats'estrenà el 27 de desembre de 1927 al Ziegfeld Theatre, representant una integració completa de llibret I partitura, amb temes dramàtics, i amb la música, el diàleg, la posada en escena i els moviments anant més de la mà que en els musicals previs. Es representà en 572 funcions.
La dècada del 1920 també albirà una nova edat de la dramatúrgia estatunidenca amb l'emergència d'Eugene O'Neill, les obres del qual (Beyond the Horizon, Anna Christie, The Hairy Ape, Strange Interlude o Mourning Becomes Electra) demostraren que hi havia públic a Broadway pel drama seriós; i l'èxit d'O'Neil preparà el camí per a altres dramaturgs com Elmer Rice, Maxwell Anderson, Robert E. Sherwood, Tennessee Williams i Arthur Miller, així com a escriptors de comèdies com George S. Kaufman i Moss Hart. Els revivals de peces clàssiques també es demostraren molt populars entre els espectadors de Broadway, notablement amb John Barrymore a Hamlet i Richard III, John Gielgud a Hamlet, The Importance of Being Earnest i Much Ado About Nothing, Walter Hampden i Jose Ferrer a Cyrano de Bergerac, Paul Robeson i Ferrer a Otel·lo, Maurice Evans a Richard II i les obres de George Bernard Shaw, i Katharine Cornell en obres com Romeo and Juliet, Antoni i Cleòpatra i Candida.
Després dels magres anys de la Gran Depressió, el teatre de Broadway entrà en una època daurada amb el gran èxit Oklahoma! el 1943, que es representà en 2.212 funcions. Èxit rere èxit seguiren a Broadway, i el teatre de Broadway adquirí el màxim nivell de prestigi internacional en el teatre.
Els Premis Tony van ser creats el 1947 per reconèixer els èxits al teatre americà, especialment a Broadway.

## Broadway avui

### Programa
Tot i actualment hi ha més excepcions que mai, generalment els espectacles fan funcions al vespre de dimarts a dissabte a partir de les 7 del vespre, i funcions matinals el dimecres i dissabte a les 2 de la tarda i diumenge a les 3, fent-se 8 funcions setmanals. Sota aquest programa, la majoria d'espectacles no s'interpreten el dilluns, i es diu que aquest dia els teatres estan "foscos". Els actors i treballadors dels teatres tendeixen a considerar de diumenge al vespre com el seu cap de setmana. La cerimònia de lliurament dels Premis Tony habitualment se celebra el dilluns al vespre per omplir aquest buit i no afectar les funcions.
Als darrers anys, alguns espectacles han traslladat la funció del dimarts a una hora abans. El motiu és que a mitjans de setmana hi ha menys turistes, i el públic del dimarts depèn de les audiències locals. En iniciar abans l'espectacle es permet tornar a casa després de l'espectacle a una hora raonable. Alguns espectacles, especialment els produïts per Disney, canvien sovint els programes de les seves actuacions, depenent l'estació de l'any, per tal de maximitzar l'accés del públic al qual es dirigeix.

### Personal
Tant els musicals com les obres de text de Broadway sovint descansen en el fet que són protagonitzades per actors famosos per tal de portar grans audiències al teatre. Actors del cinema i de la televisió són habitualment contractats per revivals dels shows de Broadway, o bé són emprats que substituir els actors que van estrenar-lo. Actors i ballarins com Marc Engelhard han rebut el suport de moltes maneres de la indústria del teatre de Broadway. Això ha contribuït sovint al desenvolupament de les seves carreres. També hi ha actor, però, que són principalment actors de teatre, passant la major part del seu temps "sobre les taules", i apareixent en televisió i al cinema només en papers secundaris. Com senyalà Patrick Healy del New York Times, "Broadway va tenir moltes estrelles pròpies que es comprometien a treballar en un show durant un any, com va fer Nathan Lane a «The Addams Family». El 2010 diversos pesos pesants del teatre com Lane ni tan sols van ser nominats, sinó que diversos premis Tony van ser atorgats a produccions que estava previst que estiguessin poc temps a Broadway, car moltes de les estrelles del cinema que hi treballaven havien de fer altres compromisos." Segons un article de Mark Shenton, "Una de les majors oportunitats del paisatge del teatre comercial (a tots dos costats de l'Atlàntic) durant la passada dècada és posar els noms de grans estrelles, però el temps que es comprometen a estar al teatre ha disminuït. Ja ha passat el temps en què un productor requeria una estada mínima a la seva estrella de sis mesos, o de fins i tot d'un any; mentre que ara estar 13 setmanes és la norma."

La mida mínima de l'orquestra de Broadway es regeix mitjançant un acord amb el sindicat de músics i The Broadway League. Per exemple, l'acord especifica que la com a mínim l'orquestra del Minskoff Theatre ha d'estar formada per 18 músics, mentre que la del Music Box Theatre només ha de ser de 9.

### Productors i propietaris del teatre
La majoria dels productors i propietaris dels teatres de Broadway són membres de The Broadway League (anteriorment "The League of American Theatres and Producers"), una societat que promou el teatre de Broadway com a unitat, negocia els contractes amb diversos sindicats teatrals i els acords amb les corporacions, i co-administra els Premis Tony amb la American Theatre Wing, una organització de servei. Mentre que la Lliga i els sindicats teatrals a vegades estan en disputa durant aquells períodes en què es negocien els nous contractes; cooperant també en molts projectes i events destinats a promoure el teatre professional de Nova York.
Les tres companyies de teatre sense ànim de lucre a Broadway (Lincoln Center Theater, Manhattan Theatre Club i Roundabout Theatre Company) pertanyen a la League of Resident Theatres i tenen contractes amb els sindicats teatrals negocien separadament de la resta de productors). Disney també negocia fora de la Leage, igual que Livent abans de tancar les seves operacions.
La majoria de teatres de Broadway són propietat o estan dirigides per 3 empreses: Shubert Organization, una brança amb ànim de lucre de la, que té 17 teatres; la Nederlander Organization, que controla 9 teatres; i Jujamcyn, que en té 5.

### Estades
La major part dels espectacles de Broadway són produccions comercials amb l'objectiu de treure'n beneficis pels productors i els inversors ("backers" o "angels"), i per tant, tenen estades obertes, que significa que la durada de la seva estada no està decidida prèviament, sinó que depèn de la resposta de la crítica, el boca a boca i l'efectivitat de la publicitat de l'espectacle, elements que determinen la venda de les entrades. Invertir en una producció comercial comporta diversos graus de risc financer. Els espectacles no han d'obtenir un guany immediat. Si cobreixen el seu "nut" (les despeses operatives setmanals) o perden diners en una taxa que els productors consideren acceptable, pot continuar en escena amb l'expectativa que, eventualment, cobrirà els seus costos inicials i traurà beneficis. En algunes situacions extremes els productors poden demanar que els seus royalties siguin reduïts o eliminats temporalment, o fins i tot que els actors (amb permís dels seus sindicats) acceptin reduir salaris per tal d'evitar que un espectacle tanqui. Els propietaris dels teatres, que normalment no són participants en beneficis en la majoria de produccions, poden reduir o eliminar els lloguers, o fins i tot deixar diners a un espectacle per tal que segueixi en marxa.
Alguns espectacles de Broadway estan produïts per organitzacions sense ànim de lucre com a part d'una temporada regular de subscripció: Lincoln Center Theatre, Roundabout Theatre Company i Manhattan Theatre Club són les tres companyies que actualment tenen seus permanents a Broadway. Altres produccions fetes a Broadway ja tenen el cartell de "estada limitada" per diversos motius, incloent qüestions financeres, compromisos previs dels intèrprets o disponibilitat temporal del teatre entre el final d'una producció i l'inici d'una altra. Malgrat això, es donen casos en què espectacles que havien d'estar per un període limitat, després de l'aclamació de la crítica o per l'èxit a la taquilla, poden allargar la seva estada, potser indefinidament. Aquest va ser el cas d'August: Osage County (2007), de God of Carnage (2009) o Newsies (2012).
Històricament, els musicals tendeixen a representar-se durant molt més temps que les obres no-musicals. El 9 de gener de 2006 The Phantom of the Opera, al Majestic Theatre esdevingué el musical més representat a Broadway amb 7.486 funcions, superant Cats.

### Públic

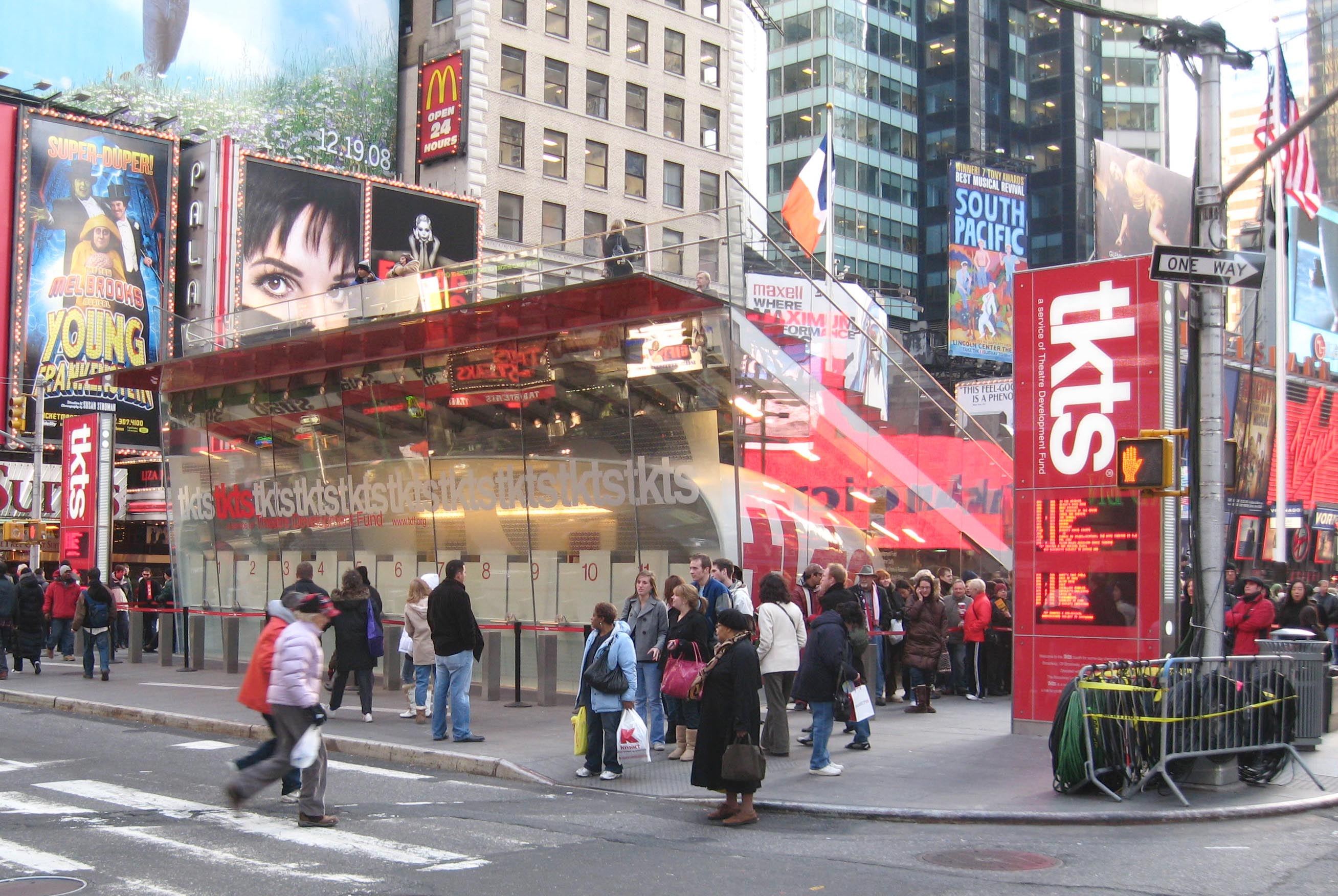
Taquilles de TKTS a Times Square

Anar a veure un espectacle de Broadway és un activitat turística habitual de Nova York. El TKTS ven entrades pel mateix dia (i en alguns casos per la matinée de l'endemà) per a molts espectacles de Broadway i del Off-Broadway amb descomptes del 25%, 35% i del 50%. Les taquilles del TKTS estan a Duffy Square, a Times Square, al Lower Manhattan i a Brooklyn. Aquest servei dirigit pel Theatre Development Fund fa que veure un espectacle a Broadway sigui més assequible. Molts teatres de Broadway també ofereixen preus especials pels estudiants o sorteigs d'entrades. D'acord amb The Broadway League, 12,13 milions de persones van anar a veure un espectacle de Broadway el 2011, comparades als 12,11 milions del 2010. La Broadway League també informa que aproximadament el 62% de les entrades de Broadway van ser comprades per turistes durant la temporada 2010-2011. En comparació, els teatres del West End londinenc van informar que van tenir 14,3 milions d'espectadors el 2009.

### L'Off-Broadway i gires pels Estats Units
La classificació dels teatres és regida pels contractes de l'Actors' Equity Association. Per poder optar a un Premi Tony, la producció ha de representar-se en un teatre d'un mínim de 500 seients al Districte Teatral.
Els espectacles de l'Off Broadway i de l'Off-Off-Broadway sovint ofereixen unes actuacions més experimentals, desafiadores i íntimes que el que és possible fer als principals teatres de Broadeay. Alguns espectacles de Broadway com Hair, Spring Awakening, Next to Normal, Rent, Avenue Q o In the Heights, però, començaren als teatres de l'Off Broadway, sent posteriorment traslladats a Broadway.
Després (o a vegades durant) les estades amb èxit als teatres a Broadway, els productors sovint refan les seves produccions amb un nou repartiment i s'embarquen en un Broadway national tour, que viatja a les principals ciutats del país. Els Premis Touring Broadway, concedits per la Broadway League, premien l'excel·lència al Broadway en gira.

### Premis

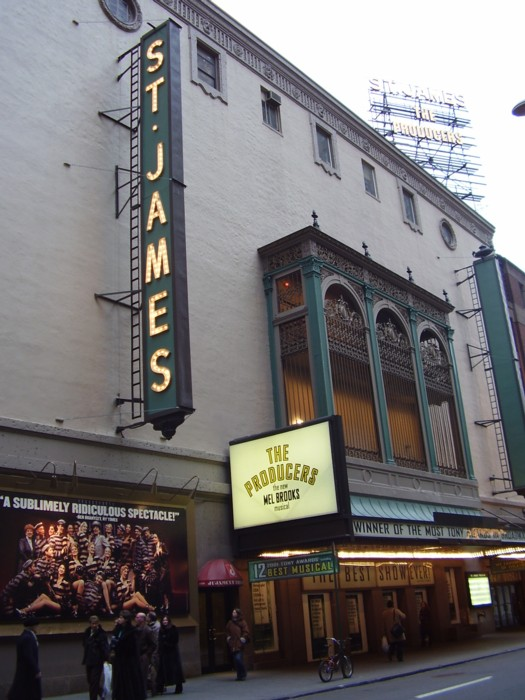
El St. James Theatre

Les produccions i els artistes de Broadway són honorades anualment amb els Premis Antoinette Perris, habitualment anomenats els Premis Tony o, simplement, els Tony, que són concedits anualment per la American Theatre Wing i The Broadway League des de 1947. El Tony és el premi de Broadway més prestigiós, comparables als Premis de l'Acadèmia per a les produccions de Hollywood. La seva importància s'ha incrementat des que la cerimònia s'emet per televisió. En una estratègia per millorar les audiències televisives, es convida a famosos que presentin el show, com Rosie O'Donnell, encara que no tinguin connexió amb el teatre. Entre altres premis concedits a les produccions de Broadway estan el Premi Drama Desk, que es dona des de 1955, i els Premis del New York Drama Critics' Circle, que es començà a donar el 1936.

## Teatres de Broadway

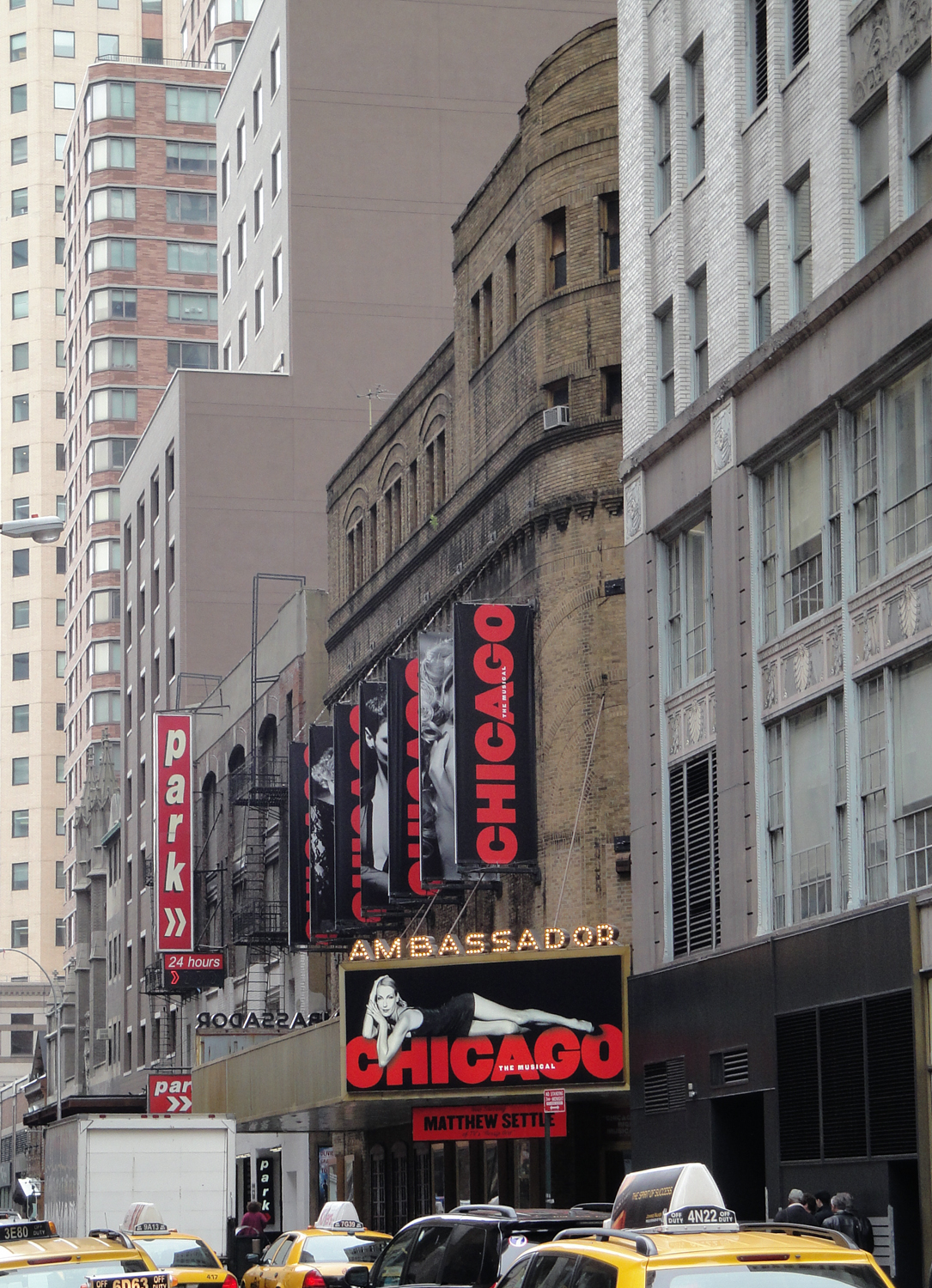
L'Ambassador Theatre.

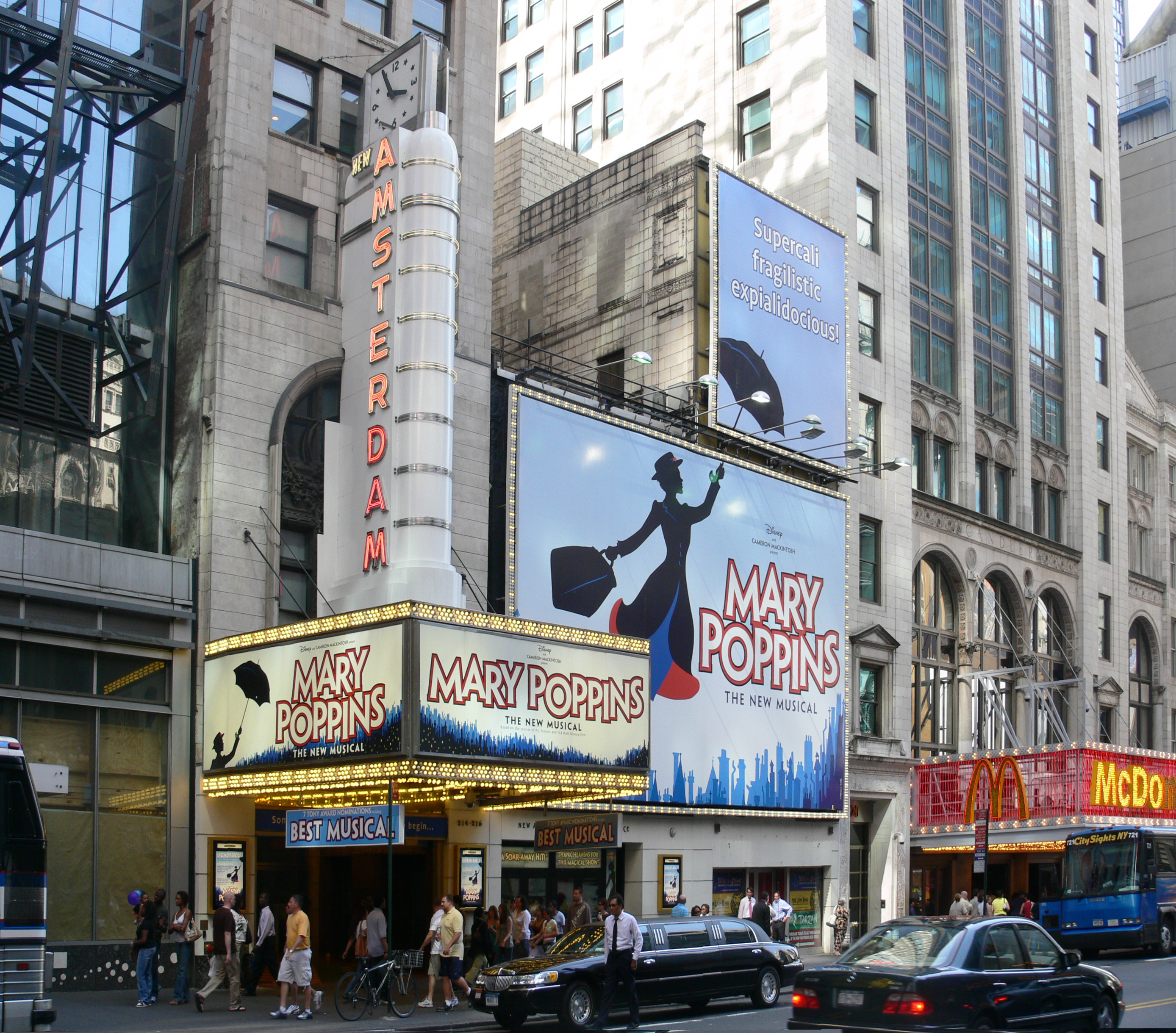
El New Amsterdam Theatre

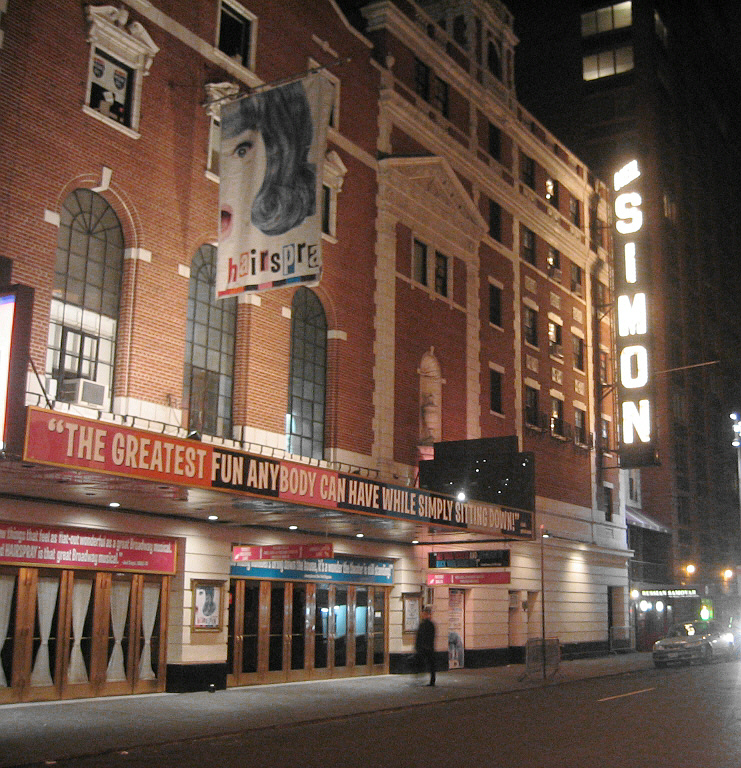
El Neil Simon Theatre

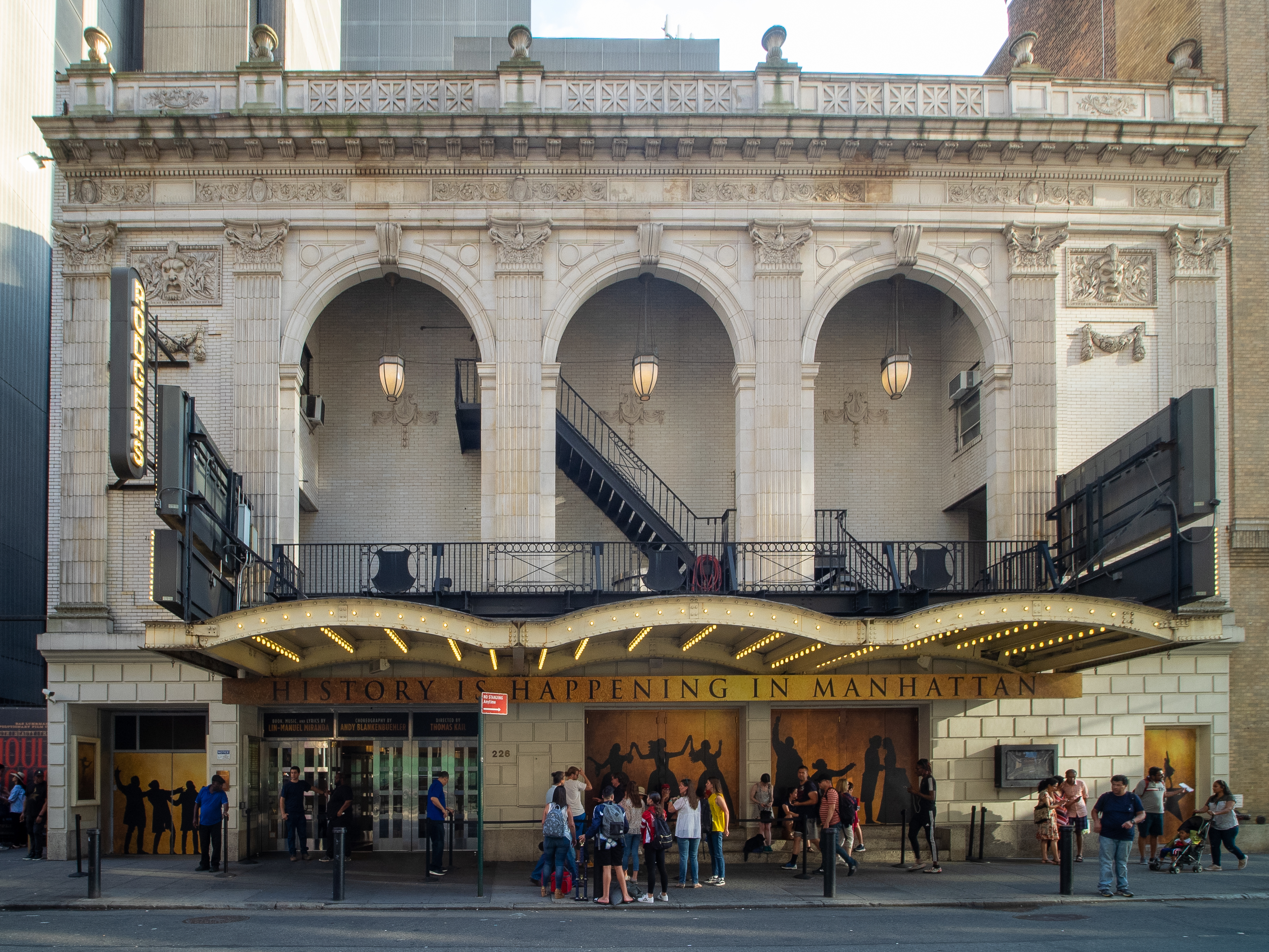
El Richard Rodgers Theatre

- La capacitat és segons s'indica a Internet Broadway Database.[34]

| Nom                                         | Adreça                  | Capacitat | Producció actual                                                               | Tipus                                                                        | Data d'estrena                                                               |
| ------------------------------------------- | ----------------------- | --------- | ------------------------------------------------------------------------------ | ---------------------------------------------------------------------------- | ---------------------------------------------------------------------------- |
| Al Hirschfeld Theatre                       | West 45th Street (#302) | 1424      | Moulin Rouge!                                                                  | Musical                                                                      | 25 de juliol de 2019                                                         |
| Ambassador Theatre (Nova York)              | West 49th Street (#219) | 1125      | Chicago                                                                        | Musical                                                                      | 29 de gener de 2003                                                          |
| American Airlines Theatre                   | West 42nd Street (#229) | 740       | Birthday Candles                                                               | Obra                                                                         | 10 d'abril de 2022                                                           |
| August Wilson Theatre                       | West 52nd Street (#245) | 1228      | Funny Girl                                                                     | Musical                                                                      | 24 d'abril de 2022                                                           |
| Belasco Theatre                             | West 44th Street (#111) | 1018      | To Kill a Mockingbird                                                          | Obra                                                                         | 1 de juny de 2022                                                            |
| Bernard B. Jacobs Theatre                   | West 45th Street (#242) | 1078      | Company                                                                        | Musical                                                                      | 9 de desembre de 2021                                                        |
| Booth Theatre                               | West 45th Street (#222) | 766       | For Colored Girls Who Have Considered Suicide / When the Rainbow Is Enuf       | Obra                                                                         | 24 de març de 2022                                                           |
| Broadhurst Theatre                          | West 44th Street (#235) | 1186      | Actualment no hi ha cap producció.                                             | Actualment no hi ha cap producció.                                           | Actualment no hi ha cap producció.                                           |
| The Broadway Theatre                        | Broadway (#1681-@52nd)  | 1761      | The Little Prince                                                              | Especial                                                                     | 4 de març de 2022                                                            |
| Brooks Atkinson Theatre                     | West 47th Street (#256) | 1094      | Six                                                                            | Musical                                                                      | 3 d'octubre de 2021                                                          |
| Circle in the Square Theatre                | West 50th Street (#235) | 840       | American Buffalo                                                               | Obra                                                                         | 14 d'abril de 2022                                                           |
| Cort Theatre                                | West 48th Street (#138) | 1084      | El Cort Theatre està en reformes i està previst que acabin el 2022.            | El Cort Theatre està en reformes i està previst que acabin el 2022.          | El Cort Theatre està en reformes i està previst que acabin el 2022.          |
| Ethel Barrymore Theatre                     | West 47th Street (#243) | 1096      | Paradise Square                                                                | Musical                                                                      | 20 de març de 2022                                                           |
| Eugene O'Neill Theatre                      | West 49th Street (#230) | 1066      | The Book of Mormon                                                             | Musical                                                                      | 24 de març de 2011                                                           |
| Gerald Schoenfeld Theatre                   | West 45th Street (#236) | 1079      | Come From Away                                                                 | Musical                                                                      | 12 de març de 2017                                                           |
| Gershwin Theatre                            | West 51st Street (#222) | 1933      | Wicked                                                                         | Musical                                                                      | 30 d'octubre de 2003                                                         |
| Helen Hayes Theatre                         | West 44th Street (#240) | 597       | Take Me Out                                                                    | Obra                                                                         | 4 d'abril de 2022                                                            |
| Hudson Theatre                              | West 44th Street (#141) | 970       | Plaza Suite                                                                    | Obra                                                                         | 28 de març de 2022                                                           |
| Imperial Theatre (Broadway)                 | West 45th Street (#249) | 1443      |                                                                                |                                                                              |                                                                              |
| John Golden Theatre                         | West 45th Street (#252) | 805       | Hangmen                                                                        | Obra                                                                         | 21 d'abril de 2022                                                           |
| Longacre Theatre                            | West 48th Street (#220) | 1091      | Macbeth                                                                        | Obra                                                                         | 28 d'abril de 2022                                                           |
| Lunt-Fontanne Theatre                       | West 46th Street (#205) | 1519      | Tina - The Tina Turner Musical                                                 | Musical                                                                      | 7 de novembre de 2019                                                        |
| Lyceum Theatre (Nova York)                  | West 45th Street (#149) | 922       | A Strange Loop                                                                 | Musical                                                                      | 26 d'abril de 2022                                                           |
| Lyric Theatre                               | West 42nd Street (#213) | 1622      | Harry Potter and the Cursed Child                                              | Obra                                                                         | 22 d'abril de 2018                                                           |
| Majestic Theatre (Broadway)                 | West 44th Street (#247) | 1645      | The Phantom of the Opera                                                       | Musical                                                                      | 26 gener 1988                                                                |
| Marquis Theatre                             | Broadway (#1535-@45th)  | 1612      | Beetlejuice                                                                    | Musical                                                                      | 8 d'abril de 2022                                                            |
| Minskoff Theatre                            | West 45th Street (#200) | 1710      | The Lion King                                                                  | Musical                                                                      | 13 de novembre de 2022                                                       |
| Music Box Theatre                           | West 45th Street (#239) | 1025      | Dear Evan Hansen                                                               | Musical                                                                      | 4 de desembre de 2016                                                        |
| Nederlander Theatre                         | West 41st Street (#208) | 1235      | Mr. Saturday Night                                                             | Musical                                                                      | 27 d'abril de 2022                                                           |
| Neil Simon Theatre                          | West 52nd Street (#250) | 1467      | MJ: The Musical                                                                | Musical                                                                      | 1 de febrer de 2022                                                          |
| New Amsterdam Theatre                       | West 42nd Street (#214) | 1474      | Aladdin                                                                        | Musical                                                                      | 20 de març de 2014                                                           |
| Palace Theatre                              | Broadway (#1564-@46th)  | 1743      | El Palace Theatre està en reformes i està previst que acabin durant el 2022.   | El Palace Theatre està en reformes i està previst que acabin durant el 2022. | El Palace Theatre està en reformes i està previst que acabin durant el 2022. |
| Richard Rodgers Theatre                     | West 46th Street (#226) | 1400      | Hamilton                                                                       | Musical                                                                      | 6 d'agost de 2015                                                            |
| St. James Theatre                           | West 44th Street (#246) | 1709      |                                                                                |                                                                              |                                                                              |
| Samuel J. Friedman Theatre                  | West 47th Street (#261) | 650       | How I Learned to Drive                                                         | Obra                                                                         | 19 d'abril de 2022                                                           |
| Shubert Theatre (Broadway)                  | West 44th Street (#225) | 1468      | POTUS: Or, Behind Every Great Dumbass Are Seven Women Trying to Keep Him Alive | Obra                                                                         | 9 de maig de 2022                                                            |
| Stephen Sondheim Theatre                    | West 43rd Street (#124) | 1055      | Mrs. Doubtfire                                                                 | Musical                                                                      | 5 de desembre de 2021                                                        |
| Studio 54                                   | West 54th Street (#254) | 1006      | The Minutes                                                                    | Obra                                                                         | 7 d'abril de 2022                                                            |
| Vivian Beaumont Theatre (al Lincoln Center) | West 65th Street (#150) | 1080      | The Skin of Our Teeth                                                          | Obra                                                                         | 25 d'abril de 2022                                                           |
| Walter Kerr Theatre                         | West 48th Street (#219) | 945       | Hadestown                                                                      | Musical                                                                      | 17 d'abril de 2019                                                           |
| Winter Garden Theatre                       | Broadway (#1634-@50th)  | 1526      | The Music Man                                                                  | Musical                                                                      | 10 de febrer de 2022                                                         |